# 朱世昌
朱世昌（？—1619年），字泰徵，號章莪，云南曲靖軍民府軍籍，应天府江宁县人，明朝政治人物。

## 生平
万历二十五年（1597年）丁酉科云南乡试十一名舉人，二十九年（1601年）辛丑科進士，吏部觀政，丁憂歸。三十二年授舒城县知县，三十六年擢兵部武选司主事，三十九年养病。四十二年调任礼部祠祭司主事，四十七年卒。

## 家族
曾祖朱文美；祖朱昺，父朱国臣。